# 亚胺离子

亚胺离子的结构通式。

亚胺离子（Iminium ion）是一类具有 [R1R2C=NR3R4]+ 通式的正离子，可看作是亚胺的质子化或烷基化产物。 亚胺离子很容易由胺与羰基化合物缩合生成，它实际上是一种掩蔽了的α-氨基碳正离子，即氨基烷基化试剂。
涉及亚胺离子中间体的有机反应有：
- Beckmann重排反应
- Duff反应
- Stephen醛合成
- Vilsmeier-Haack反应

Eschenmoser盐也是一种含有亚胺离子的盐。